# Nowostawce (obwód tarnopolski)
Nowostawce (ukr. Новоставці, Nowostawci) – wieś na Ukrainie, w obwodzie tarnopolskim, w rejonie czortkowskim.
Po zakończeniu I wojny światowej, od listopada 1918 roku do lata 1919 roku, Nowostawce znajdowały się w Zachodnioukraińskiej Republice Ludowej.
Miejsce zbrodni nacjonalistów ukraińskich.